# Granulom
Un granulom este o agregare de macrofage care se formează ca răspuns la inflamația cronică. Acest lucru se întâmplă atunci când sistemul imunitar încearcă să izoleze substanțele străine pe care altfel nu le poate elimina.  Astfel de substanțe includ: agenți patogeni, inclusiv bacterii și fungi, precum și alte materiale, cum ar fi obiecte străine, cheratină și fragmente de sutură.    

## Definiție
În patologie, un granulomul este o colecție organizată de macrofage.  
În practica medicală, se folosește ocazional termenul „granulom” în sensul său mai literal de „mic nodul”. Deoarece termenul de "nodul" poate fi reprezentativ pentru o varietate de țesuturi, de la un nev inofensiv, până la o tumoare malignă, această utilizare este puțin specifică. Exemple de astfel de utilizări nespecifice ale  termenului sunt: granulom al corzilor vocale (cunoscut și sub denumirea de "granulom de contact"), granulom piogen și granulom de intubare, toate acestea reprezentând de fapt țesuturi de granulație, nu granuloame în sine. Diagnosticul de „granulomul hialinizant pulmonar” reprezintă un alt exemplu de utilizare nespecifică a termenului, întrucât această afecțiune pulmonară este caracterizată prin fibroză de tip cheloid, conținând atât infiltrate de macrofage (histocite), cât și infiltrate limfocitare. În mod similar, radiologii folosesc adesea termenul de "granulom" atunci când văd un nodul calcificat pe radiografie sau CT toracic. Ei fac această presupunere deoarece granuloamele conțin, de obicei, calciu, deși celulele care formează un granulom tipic sunt prea mici pentru a fi văzute de instrumentarul radiologului. 
Utilizarea precisă a termenului „granulom” pentru un oarecare proces patologic necesită intervenția unui morfopatolog, care să examineze la microscop țesutul îndepărtat chirurgical și colorat special.
Histiocitele (macrofagele țesutului conjunctiv) sunt celulele care definesc un granulom. Ele fuzionează adesea pentru a forma celule gigantice multinucleate (celula Langhans). Macrofagele din granuloame sunt adesea denumite „epitelioide”, datorită asemănării vagi a acestor macrofage cu celulele epiteliale. Macrofagele epitelioide diferă de macrofagele obișnuite prin faptul că au nuclei alungiți, care seamănă cu talpa unui pantof. De asemenea, nucleii sunt mai mari decât cei ai macrofagele obișnuite, iar citoplasma lor este mai puternic eozinofilă. Aceste modificări sunt considerate a fi o consecință a activării macrofagelor de către antigenul alogen. 
Macrofagele din formațiunile granulomatoase sunt de obicei atât de strâns grupate încât membranele celulelor individuale sunt greu de apreciat. Macrofagele dispersate nu sunt considerate a fi granuloame.
Toate granuloamele, indiferent de etiologie, pot conține celule și matrice suplimentare. Acestea includ: limfocite, neutrofile, eozinofile, celule gigantice multinucleate, fibroblaste și colagen (procese de fibrozare). Celulele suplimentare sunt uneori un indiciu al cauzei granulomului. De exemplu, granuloamele cu numeroase eozinofile pot fi un indiciu pentru coccidioidomicoză sau boala fungică bronhopulmonară alergică, iar granuloamele cu numeroase neutrofile sugerează blastomicoză, granulomatoză cu poliangită, pneumonie de aspirație sau boala zgârieturii de pisică.
Spre deosebire de alte tipuri de inflamație, granuloamele se formează ca răspuns la antigenele care sunt rezistente la leucocitele de prim răspuns imunitar, cum ar fi neutrofilele și eozinofilele. 
Granuloamele sunt observate într-o mare varietate de boli, atât infecțioase, cât și neinfecțioase.  Infecțiile caracterizate prin granuloame includ: tuberculoza, lepra, histoplasmoza, criptococoza, coccidioidomicoza, blastomicoza și boala zgârieturii de pisică. Exemple de boli granulomatoase neinfecțioase sunt: sarcoidoza, boala Crohn, berilioza, granulomatoza cu poliangită, granulomatoza eozinofilă cu poliangita, artrita reumatoidă (noduli reumatoizi pulmonari) și pneumonia de aspirație.

O caracteristică importantă a granuloamelor este dacă conțin sau nu necroză, care se caracterizează prin conglomerate de celule moarte, care, sub microscop, apar ca niște resturi celulare anucleate. Un termen înrudit, cazeificare (literal: brânzire), se referă la o formă de necroză care, cu ochiul liber, apare a avea un caracter brânzos ("cazeos"), cum se întâmplă în cazul granuloamelor tuberculozei. Identificarea necrozei în granuloame este importantă deoarece granuloamele cu necroză tind să aibă cauze infecțioase.  Există mai multe excepții de la această regulă generală, dar ea rămâne totuși utilă în diagnosticul patologic curent.

Granuloame cu necroză
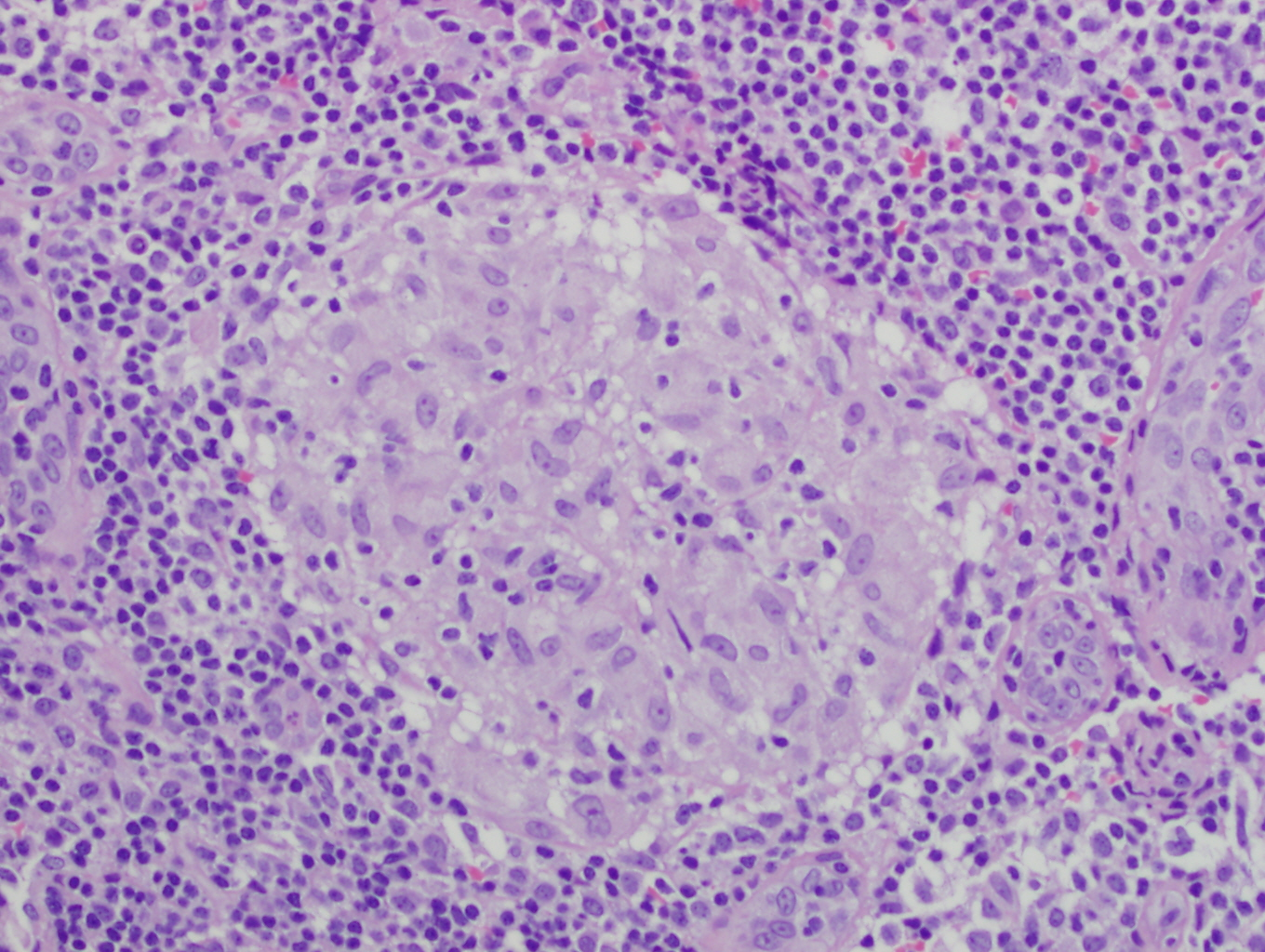
Granulom produs de sarcoidoză la nivelul unui ganglion limfatic, ce nu conține necroză.
Granulom cu necroză centrală într-un plămân al unei persoane cu tuberculoză. Celulele gigantice Langhans sunt dispuse la periferia granulomului. Celulele gigantice de tip Langhans sunt observate în multe tipuri de granuloame și nu sunt specifice tuberculozei.

## Boli cu granuloame

### Tuberculoza
Granuloamele tuberculozei tind să conțină necroză (granuloame cazeoase), dar pot fi prezente și granuloame necazeoase.  De asemenea, se găsesc celulele gigantice multinucleate Langhans și celulele gigantice de corp străin.  Un diagnostic definitiv al tuberculozei necesită însă identificarea organismului cauzator prin culturi microbiologice, întrucât caracteristicile precedente nu aparțin exclusiv tuberculozei. 

### Lepra
În lepră, granuloamele se găsesc la nivel tegumentar și tind să implice structuri nervoase. Aspectul granuloamelor diferă în funcție de tipul precis de lepră.

### Schistosomiaza
Unele ouă de schistozome, care sunt depuse în venulele intestinale și urinare, ajung la ficat prin circulația portală, provocând formarea de granulom hepatic.

### Histoplasmoza
Granuloame sunt observate în majoritatea formelor de histoplasmoză (histoplasmoză acuta, histoplasmom, histoplasmoza cronică). Organismele histoplasmatice pot fi obiectivate în granuloame prin biopsie și culturi microbiologice. 

### Criptococoza
Când infecția cu Cryptococcus se petrece la persoanele al căror sistem imunitar este intact, de obicei apare inflamația granulomatoasă. Granuloamele pot fi cazeoase (i.e. cu necroză) sau necazeoase (i.e. fără necroză). Folosind un microscop și colorații adecvate, organismele pot fi obiectivate în granuloame. 

### Boala zgârieturii de pisică
Boala zgârieturii de pisică este cauzată de o infecție datorată bacteriei Bartonella henselae, ce se poate contacta printr-o zgârietură de la o pisică purtătoare. Granuloamele din această boală se găsesc în ganglionii limfatici care drenează locul zgârieturii. Ele sunt în mod caracteristic supurative (i.e. generează puroi), conținând un număr mare de neutrofile. Organismele sunt dificil de obiectivat în granuloame folosind metodele uzuale din laboratoarele de patologie.

### Febra reumatică
Febra reumatică este o boală sistemică care afectează țesutul conjunctiv periarteriolar și poate apărea după o infecție faringiană cu streptococ beta-hemolitic de grup A, ce n-a fost tratată corespunzător. Se crede că este cauzată de reactivitatea încrucișată a anticorpilor.

### Sarcoidoza

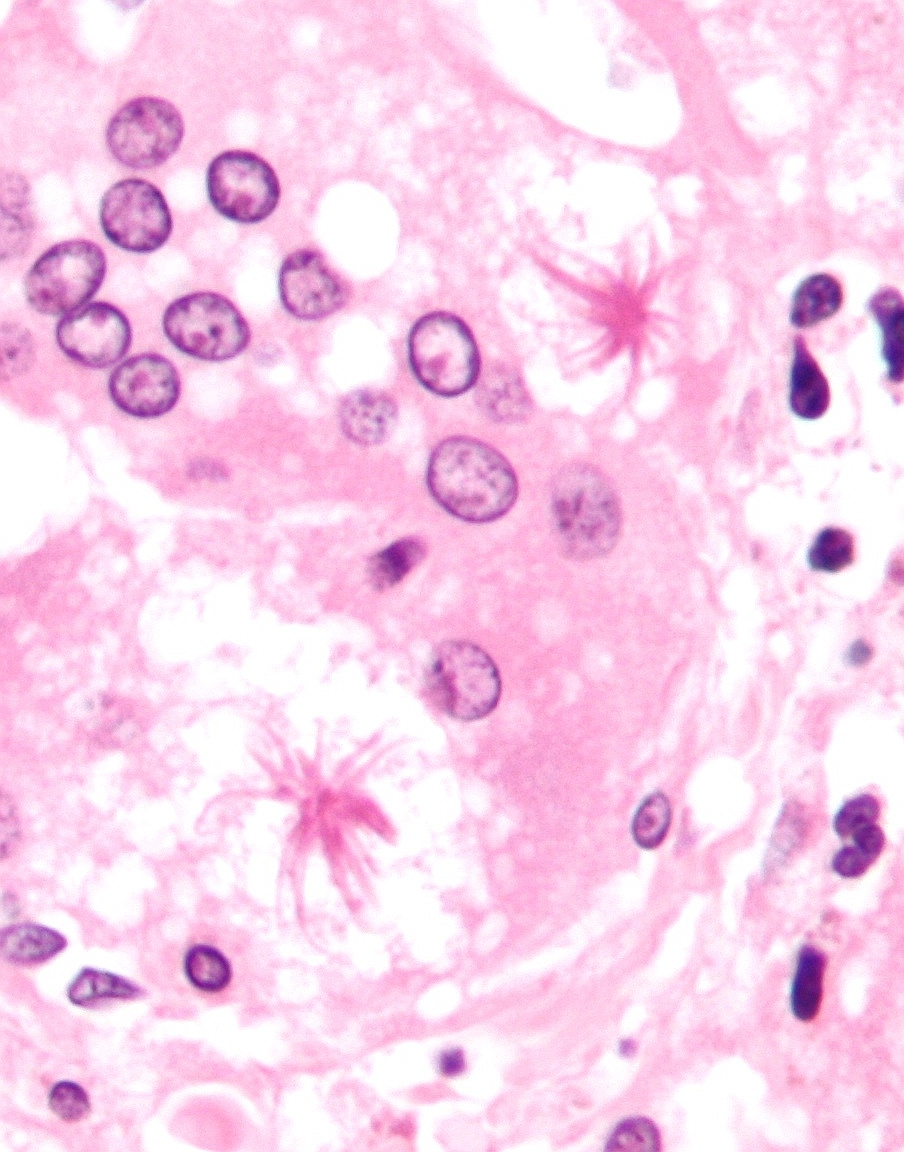
Două corpuri asteroide în sarcoidoză, colorație H&E

Sarcoidoza este o boală de cauză necunoscută, caracterizată prin granuloame necazeoase ce se formează în mai multe organe,  cel mai frecvent fiind afectați plămânii și ganglionii limfatici din cavitatea toracică. Alte locuri comune implicate sunt: ficatul, splina, pielea și ochii. Granuloamele sunt înconjurate de țesut cicatricial (fibroză concentrică). Granuloamele sarcoide conțin adesea structuri în formă de stea, numite corpuri asteroide, și structuri lamelare, numite corpi Schaumann, dar aceste structuri nu sunt specifice pentru sarcoidoză.  Granuloamele sarcoide se pot vindeca spontan, fără complicații, sau pot rezulta cicatrici reziduale. În plămâni, aceste cicatrici pot cauza fibroză pulmonară care afectează respirația prin restricție. La nivel cardiac, pot duce la aritmii, insuficiență cardiacă sau chiar moarte.

### Boala Crohn
Boala Crohn este o afecțiune de cauză incertă, caracterizată prin inflamație severă a peretelui intestinal și a altor părți ale abdomenului. Granuloame sunt adesea găsite în peretele intestinal, reprezentând un indiciu pentru diagnostic. 

### Listeria monocytogenes
Infecția cu Listeria monocytogenes la sugari poate provoca granuloame diseminate potențial letale, parte a sindromului de granulomatoză infantiseptica. Infecția e contactată în uter.

### Leishmaniaspp.
Leishmaniazele sunt un grup de boli umane cauzate de genul Leishmania și transmise prin mușcătura muștei de nisip, putând duce la inflamații granulomatoase  la nivelul pielii (forma cutanată a bolii) și ficatului (forma viscerală), cercetările sugerând că formarea eficientă a granulomului este de dorit în procesul de vindecare. 

### Pneumonia cu Pneumocystis
Infecția pulmonară cu Pneumocystis nu este de obicei asociată cu granuloame, dar au existat cazuri rare, bine documentate, când a apărut și inflamație granulomatoasă. Diagnosticul se stabilește prin obiectivarea drojdiilor Pneumocystis în granuloamele din biopsiile pulmonare. 

### Pneumonia de aspirație
Pneumonia tipică prin aspirație este cauzată de aspirația bacteriilor din cavitatea bucală în plămâni, neavând ca rezultat formarea de granuloame. Granuloamele se pot forma totuși atunci când particule de alimente sau alte substanțe sub formă de particule, cum ar fi fragmentele de pastile, sunt aspirate în plămâni. Pacienții aspiră de obicei alimente din cauza afecțiunilor esofagiene, gastrice sau neurologice. Medicamentele care deprimă funcția neurologică pot duce, de asemenea, la aspirație. Granuloamele rezultate se găsesc de obicei peribronhiolar, și sunt compuse din celule gigantice de corp străin, fiind acompaniate de semnele inflamației acută sau ale pneumoniei organizate. Descoperirea particulelor de alimente în biopsiile pulmonare este patognomonic. 

### Artrita reumatoidă
Granuloame cazeoase se pot dezvolta la pacienții cu poliartrită reumatoidă, manifestându-se de obicei ca umflături în țesuturile moi din jurul articulațiilor (așa-numiții "noduli reumatoizi") sau în plămâni. 

### Granulomul anular
Granulomul anular reprezintă o boală dermatologică de cauză necunoscută, ce presupune multiple papule, dispuse sub formă de inel, ce apar tipic pe fața dorsală a mâinilor. De obicei, se observă o zonă centrală de generare necrobiotică de colagen, cu inflamație înconjurătoare și depunere de mucină pe patologie.

### Granulomul de corp străin

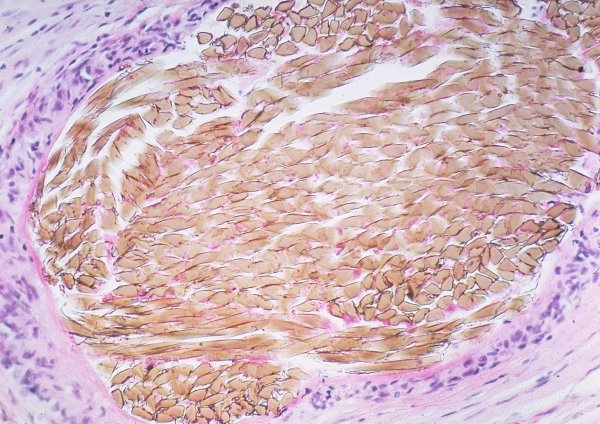
Reacție granulomatoasă la materialul de sutură din nailon

Un granulom de corp străin apare atunci când un corp străin (o așchie de lemn, o bucată de metal, sticlă etc.) penetrează organismul la un oarecare nivel, declanșând inflamația acută și formarea de granulom.  În unele cazuri, corpul străin este găsit și îndepărtat abia după ani de la eveniment. 

### Dermatita periorificială granulomatoasă infantilă
Dermatita periorificială granulomatoasă infantilă este o afecțiune cutanată granulomatoasă rară, de cauză necunoscută, ce constă într-o erupție papulară distribuită primar în jurul gurii, ochilor și nasului. Este temporară și tinde să afecteze în special copiii de culoare.

## Granuloame asociate cu vasculita
Anumite boli inflamatorii se caracterizează printr-o combinație de inflamație granulomatoasă și vasculită (inflamația vaselor de sânge). Atât granuloamele, cât și vasculita, tind sa apară în asociere cu procese necrotice. Astfel de simptome se asociază în boli precum: granulomatoza cu poliangeită și granulomatoza eozinofilă cu poliangeită.

## Etimologie
Termenul de "granulom" este un cuvânt compus din "granulum" (lat.), însemnând "boabe mici" și sufixul "om", însemnând "boală" (gr. veche). Adjectivul "granulomatos" desemnează o caracteristică a unei oarecare boli, caracterizată prin granuloame.